# 9,15 cm leichter Minenwerfer System Lanz
The 9,15 cm leichter Minenwerfer System Lanz era un mortaio leggero da trincea tedesco utilizzato dall'Esercito imperiale e dall'Imperiale e regio esercito austro-ungarico durante la prima guerra mondiale. Prodotto dalla tedesca Heinrich Lanz AG, il pezzo a canna liscia, ad avancarica, progettato per utilizzare cariche a polvere infume. Il pezzo venne adottato anche dagli austriaci come sostituito provvisorio del 9 cm Minenwerfer M. 14, caratterizzato da una vampa più evidente, granate meno efficaci e gittata inferiore rispetto al Lanz, in attesa dello sviluppo di un progetto domestico più avanzato, che alla fine avrebbe portato al 9 cm Minenwerfer M. 17. La 9ª Divisione di fanteria dell'Esercito bulgaro utilizzò 10 pezzi a Dojran. In totale vennero ordinati oltre 500 pezzi e le consegne iniziarono ad aprile 1917.